# 9К32 Стрела-2
9К32 Стрела-2 jе лаки преносни ракетни систем ПВО (НАТО ознака је SA-7B Grail) намењен је за уништавање нисколетећих циљева у ваздушном простору у условима оптичке видљивости. Развијен је у бившем СССР-у. Стрела 2 је у наоружање уведена 1968, а Стрела-2М 1971. године. Стрела 2М у односу на прву варијанту има усавршени трагач и јачу бојеву главу.

## Опис
Систем се састоји од ИЦ самонавођене ракете (9К32 или 9К32М) у стаклопластичном контејнеру 9П54М који служи и као лансер, вишекратно употребљивог лансирног механизма 9П58 и спољашњег извора напајања (батерије) 9Б17.

## Употреба
Поступак гађања Стрелом-2М (или 2М) је једноставан. Стрелац поставља цев са ракетом на лансер, нишани и притиска окидач до првог степена. Након 4-6 секунди ИЦ трагач се укључује, одбацује се поклопац са контејнера, а на оптици лансера се пали црвено светло. Када ИЦ трагач захвати циљ пали се зелено светло на оптици нишана и активира се звучни аларм. Стрелац тада притиском окидача до краја стартује ракету и она наставља лет потпуно аутономно (по принципу "Fire&forget").
Ракету из лансера избацује стартни мотор који за 0,05 секунди рада убрзава ракету до 28 m/s (брзина на устима цеви). Након напуштања лансирне цеви на предњем делу ракете се отварају 2 крила за управљање, а на задњем 4 непокретна стабилизатора. На 6 метара од уста лансера активира се маршевски мотор, а након 45 метара армира се упаљач. Маршевски мотор ради 1,6 секунди и на крају његовог рада ракета има максималну брзину од 580 m/s (1,7 Маха). Уколико након 15 секунди лета циљ не буде погођен упаљач се аутоматски активира.
Лансирање се може вршити са земље, из рова, са пловног објекта, са мочварног земљишта, крова зграде, из возила у покрету, итд. Оно се изводи са рамена, из стојећег или клечећег става. Време преласка из маршевског у борбени положај је највише 10 секунди, а време сопствене припреме стрелца за дејство највише 5 секунди.

## Заштита
Ово ракетно средство је потпуно бестрзајно, а стрелац као заштиту од издувних гасова ракете носи одговарајућу маску. Приликом лансирања, иза система на удаљености од минимум 18 метара не сме нико да стоји, јер песак, шљунак, ломљена цигла и слично лети на све стране. Минимални угао елевације при гађању је 20 степени изнад хоризонта, врхова дрвећа или зграда, а максимални 60 степени (при већем углу издувни гасови ударају иза вас у земљу, па могу запалити суву траву или чак и стрелца.

## Карактеристике (Стрела-2М)
- Дужина: 1,44 m
- Калибар: 72 mm
- Распон крила: 0,30 m
- Тежина лансера: 15 kg
- Тежина ракете: 10 kg
- Тежина бојеве главе: 1,8 kg
- Упаљач: Тренутни
- Навођење: ИР (
- Домет по даљини: 5.000 m
- Домет по висини: 2.300 m

## Варијанте
- 9К32 Стрела 2: Изворна варијанта
- 9К32М Стрела-2М: унапређена варијанта
- Стрела 2М/А: Југословенска унапређена варијанта
- CA-94 и CA-94M: Румунска лиценцирана варијанта Стреле-2, односно Стреле-2М
- HN-5: Кинеска нелиценцирана копија
- Anza Mk-I: Пакистанска лиценцирана копија кинеског HN-5
- Орлово око (عين الصقر): Египатска копија
- Hwasung-Chong: Севернокорејска лиценцирана копија египатског система.
- AL-1M: Индонежанска унапређена варијанта

## Корисници
Систем Стрела-2 и/или систем Стрела-2М се налази или се налазио у наоружању 61 светске армије и коришћен је у већини локалних сукоба од 1960. године до данас. Систем је поред регуларних армија користило или користи више паравојних и терористичких организација.

## Употреба и производња у СФРЈ-Србији
Стрела-2М је лиценцно произвођена у Југославији и налази се у наоружању ВС. Од 1984. у производњи је усавршена верзија Стрела-2М/А која, захваљујући минијатуризацији електронике ИЦ главе за самонавођење, има 40% повећану количину експлозива у бојевој глави, чиме је повећана ефикасност дејства на циљ за 30%. Овај ракетни систем је коришћен у сукобима на територији бивше СФРЈ где је, обзиром на своју старост, показао задовољавајућу ефикасност. Током НАТО агресије на СРЈ, Војска Југославије је овим системом успела да обори најмање 3 беспилотне летелице, више крстарећих ракета и оштети авион А-10 тандерболт II.
Србија је уз финансијску помоћ САД почетком 21. века уништила 9.218 ракета и 420 лансера овог система. Данас, системи су враћени у употребу, а ремонтом су ресурси продужени на више хиљада ракета.

## Борбена употреба
Стрела 2/2М активно се користила у готово свим сукобима 1960-их година и за то време је постигла више стотина обарања. 
Од 1968. или 1972. (зависно од извора), Стрела 2/2М је у Вијетнаму имала 90 до 204 обарања. Систем је у Авганистану употребљиван и против Совјета и против Американаца. Стреле-2. 1997. године, припадници РПК, оборили су 2 хеликоптера турског ваздухопловства овим системом. Децембра 2012. години припадници побуњеничке организације РОСК оборили су хеликоптер UH-60 Блек Хоук ратног ваздухопловства Колумбије. 2016. године, припадници Ал Каиде оборили су Мираж-2000 ратног ваздухопловства УАЕ.
Почетком 2001. године припадници баскијске сепаратистичке организације ЕТА покушали су у два наврата да овим системом оборе авион са шпанским премијером. Систем су једном приликом неуспешно покушали да употребе и припадници Привремене Ирске Револуционарне Армије (ПИРГ), када су једну ракету испалили 1991. године на британски хеликоптер Westland Lynx.